# Nipponites
Nipponites (лат.) — вымерший род аммонитов из подотряда Ancyloceratina, обитавших с туронского по сантонский века мелового периода. Раковины этих аммонитов (главным образом Nipponites mirabilis) образуют изгибы «бычьей дуги», в результате чего получаются одни из самых причудливых форм, встречающиеся среди аммонитов.
Экология Nipponites, как и многих других представителей семейства Nostoceratidae, остаётся предметом споров.

## Распространение
Окаменелости большинства видов обнаружены в верхнемеловых отложениях Японии. N. mirabilis найден в коньякских отложениях Японии и, вероятно, туронских отложениях Мадагаскара. N. bacchus известен из верхнего мела Хоккайдо. Два вида известны только за пределами Японии: N. sachalinensis  из верхнемеловых отложений Сахалина и Камчатки и N. occidentalis, известный по двум раковинам из туронских отложений формации Хорнбрук на юге Орегона.

## В массовой культуре
Nipponites является символом Палеонтологического общества Японии. Эта организация провозгласила 15 октября «Днём ископаемых» в соответствии с датой первого описания N. mirabilis и «Международного дня окаменелостей» Международного палеонтологического сообщества (не путать с Национальным днём окаменелостей).

## Галерея
- N. mirabilis
- N. mirabilis
- N. mirabilis